# Hermann Schiftan
Hermann Schiftan (* 17. Juli 1883 in Namslau; † 1942) war ein deutscher Jurist, Kaufmann (Kartoffelgroßhändler), Kunstsammler und ein Opfer des Holocaust.

## Leben und Tätigkeit
Schiftan war ein Sohn des Kaufmanns Wilhelm Schiftan und seiner Frau Justine, geborene Silber.
Nach dem Besuch der höheren Knabenschule in Namslau und des Gymnasiums in Ohlau, wo er am 22. September 1902 das Reifezeugnis erwarb, studierte Schiftan sechs Semester Rechtswissenschaften und Volkswirtschaft an der Universität Breslau. Infolge einer Erkrankung seines Vaters musste er den Universitätsbesuch unterbrechen, um in die elterliche Kartoffelgroßhandlung einzutreten.
Im Oktober 1915 wurde Schiftan in den Beirat der Verwaltungsabteilung der damals gegründeten Reichskartoffelstelle berufen, die während des Ersten Weltkriegs die Versorgung der Bevölkerung mit Kartoffeln – die während des Krieges zum Hauptnahrungsmittel in Deutschland wurden – zu gewährleisten hatte.
Im Wintersemester 1916 nahm er seine Studien wieder auf und hörte anschließend fünf Semester Volkswirtschaft, Philosophie und Kunstgeschichte. 1919 wurde er mit einer von Adolf Weber betreuten Arbeit über die Preisbildung am Kartoffelmarkt an der Universität Breslau zum Dr. phil. promoviert (Rigorosum am 16. Juli 1919).
In den 1920er und 1930er Jahren führte Schiftan die Kartoffelgroßhandlung seines Vaters fort.
Als Privatmann war Schiftan im Vorstand des Vereins Jüdisches Museum e. V. zu Breslau.
Hermann Schiftan war seit seinem Studium bis in das Jahr 1934 hinein ein bekannter privater Kunstsammler in Breslau. Er kaufte und verkaufte regelmäßig Glaskunst und Eisengusskunst über Anzeigen und Auktionen. 1929 überließ er eine große Sammlung an Eisenkunstgüssen dem Schlossmuseum in Breslau. Seine letzte nachweisbare Aktivität in Breslau war 1934, aber noch im Jahr 1936 bis 1938 wurden Antiquitäten von ihm auf Auktionen bei Bonhams, Christies’s und Sotheby’s erwähnt.

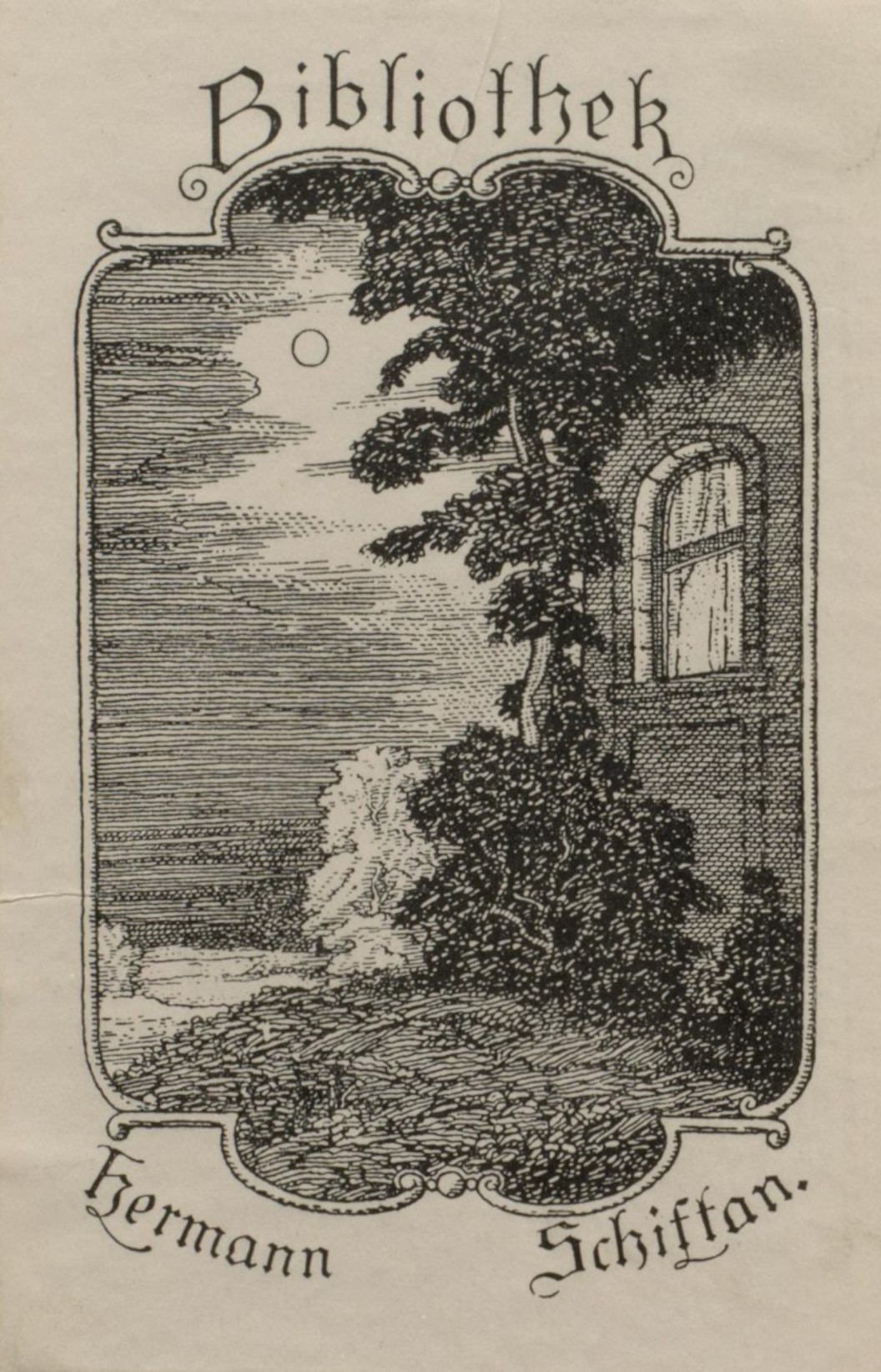
Exlibris von Hermann Schiftan

Im Zuge der „Röhm-Affäre“ vom Sommer 1934 wurde Schiftan zusammen mit einigen anderen prominenten Juden im schlesischen Raum von Angehörigen der SS verhaftet. Er wurde während seiner mehrtägigen Arretierung zwar schwer misshandelt, entging aber anders als fünf andere jüdische Personen der Erschießung. Dennoch wurde Schiftan in der internationalen Presse im Juli 1934 fälschlich als ermordet gemeldet, beispielsweise in der Basler National-Zeitung vom 11. Juli und im Pariser Tageblatt vom 12. Juli 1934 sowie vom 15. Juli 1934, wobei er dort zusätzlich als Kaufmann vermerkt war. Schiftans Tod wurde auch gemeldet in: Weißbuch über die Erschiessungen des 30. Juni.
Schiftan wurde schließlich 1942 im Zuge der Shoa zusammen mit zahlreichen Angehörigen der jüdischen Gemeinde in Schlesien nach Osteuropa deportiert und dort zu Tode gebracht.
Bei der Suche nach NS-Raubgut in den Beständen der Württembergischen Landesbibliothek Stuttgart wurden aus Schiftans Privatbibliothek insgesamt 14 Insel-Taschenbücher mit seinem Exlibris gefunden.

## Schriften
- Kartoffel-Almanach der Kartoffel-Großhandlung Wilhelm Schiftan. Breslau 1914.
- Die Preisbildung am Kartoffelmarkte, Dissertation Breslau 1919.
- Osthilfe und Kartoffelproblem. In: Deutsche Tageszeitung Nr. 552 vom 23. November 1930.